# 東和政
東 和政（あずま かずまさ、1982年6月1日 - ）は、高知県宿毛市出身の元プロ野球選手（投手）。右投右打。

## 経歴
小学2年生で野球を始め、中学3年生の時に全国大会で優勝。県内強豪校からの誘いもあったが、拒否して地元の宿毛高に進学し、3年夏は県大会準決勝で明徳義塾に敗退。2000年度ドラフト会議にて横浜ベイスターズから4位指名を受けて入団。高卒ながら1年目から一軍で登板を果たす。
2002年は一軍で28試合に登板。2003年5月25日、対読売ジャイアンツ戦（横浜スタジアム）でプロ初先発。フレッシュオールスターに出場。イースタン選抜の先発投手を務めた。イースタン・リーグの最優秀防御率賞投手（防御率1.55）。
2004年6月23日、土肥義弘投手との交換トレードで田﨑昌弘投手と共に西武ライオンズへ移籍。
2006年7月4日、対福岡ソフトバンクホークス戦にて中継ぎ登板し、打者一人と対戦しただけで西武ライオンズ移籍後の初勝利をあげる。
2008年2年連続で一軍登板なしに終わり、戦力外通告を受ける。12月2日に自由契約公示された。会社員として再出発する。

## 選手としての特徴
宿毛高校でエースとして活躍し、「四国のドクターK」という異名を取るほど奪三振が多く、右横手からキレのある球を投げていた。高校3年の時には1年間110イニングに登板し、156三振を奪っている。

## 人物・エピソード
2003年5月25日のプロ初先発の際に、読売ジャイアンツの清原和博に死球を2打席連続で与えて乱闘寸前となった。3打席目に外角勝負でタイムリーヒットを打たれた際、清原から「ボケ! コラァ!」と叫ばれた。この一件はシーズンオフの珍プレー好プレー番組で恰好のネタとなり、日本テレビの番組でVTRに出演した際、「(清原選手は)オーラがありました。」と話している。
「プロに入って週刊誌に登場するぐらいビッグな選手になりたい」と思っていたが、2005年に松坂大輔らと共にキャバクラから帰るところを雑誌に撮影された。その際、週刊誌は松坂の写っている写真を撮りたかったもののそれが叶わず、代わりに東がキスしている写真が掲載された。こういう形で掲載されるのは惨めに感じたという。
2008年4月12日、イースタン・リーグの対東北楽天ゴールデンイーグルス戦（西武第二球場）で7回表に登板し、打者12人に対し8被安打（うち2安打が満塁本塁打）2死球自責9点という成績を残している。

## 詳細情報

### 年度別投手成績
| 年 度     | 球 団     | 登 板 | 先 発 | 完 投 | 完 封 | 無 四 球 | 勝 利 | 敗 戦 | セ 丨 ブ | ホ 丨 ル ド | 勝 率 | 打 者 | 投 球 回 | 被 安 打 | 被 本 塁 打 | 与 四 球 | 敬 遠 | 与 死 球 | 奪 三 振 | 暴 投 | ボ 丨 ク | 失 点 | 自 責 点 | 防 御 率 | W H I P |
| --------- | --------- | ----- | ----- | ----- | ----- | -------- | ----- | ----- | -------- | ----------- | ----- | ----- | -------- | -------- | ----------- | -------- | ----- | -------- | -------- | ----- | -------- | ----- | -------- | -------- | ------- |
| 2001      | 横浜      | 3     | 0     | 0     | 0     | 0        | 0     | 0     | 0        | --          | ----  | 22    | 3.0      | 6        | 3           | 6        | 0     | 1        | 2        | 1     | 0        | 7     | 7        | 21.00    | 4.00    |
| 2002      | 横浜      | 28    | 0     | 0     | 0     | 0        | 1     | 0     | 0        | --          | 1.000 | 119   | 25.0     | 32       | 1           | 12       | 3     | 6        | 12       | 0     | 0        | 21    | 21       | 7.56     | 1.76    |
| 2003      | 横浜      | 5     | 1     | 0     | 0     | 0        | 0     | 1     | 0        | --          | .000  | 46    | 8.1      | 12       | 1           | 6        | 1     | 2        | 7        | 0     | 0        | 13    | 12       | 12.96    | 2.16    |
| 2004      | 横浜      | 3     | 0     | 0     | 0     | 0        | 0     | 0     | 0        | --          | ----  | 29    | 5.0      | 14       | 2           | 1        | 0     | 0        | 2        | 0     | 0        | 9     | 9        | 16.20    | 3.00    |
| 2004      | 西武      | 4     | 2     | 0     | 0     | 0        | 0     | 0     | 0        | --          | ----  | 71    | 16.0     | 17       | 2           | 8        | 0     | 0        | 8        | 1     | 0        | 9     | 5        | 2.81     | 1.56    |
| '04計     | 西武      | 7     | 2     | 0     | 0     | 0        | 0     | 0     | 0        | --          | ----  | 100   | 21.0     | 31       | 4           | 9        | 0     | 0        | 10       | 1     | 0        | 18    | 14       | 6.00     | 1.90    |
| 2005      | 西武      | 3     | 2     | 0     | 0     | 0        | 0     | 0     | 0        | 0           | ----  | 49    | 10.0     | 15       | 3           | 5        | 0     | 0        | 5        | 0     | 0        | 7     | 7        | 6.30     | 2.00    |
| 2006      | 西武      | 5     | 0     | 0     | 0     | 0        | 1     | 0     | 0        | 0           | 1.000 | 37    | 9.0      | 12       | 2           | 1        | 0     | 0        | 3        | 1     | 0        | 6     | 6        | 6.00     | 1.44    |
| 通算：6年 | 通算：6年 | 51    | 5     | 0     | 0     | 0        | 2     | 1     | 0        | 0           | .667  | 373   | 76.1     | 108      | 14          | 39       | 4     | 9        | 39       | 3     | 0        | 72    | 67       | 7.90     | 1.93    |

### 記録
- 初登板：2001年8月17日、対阪神タイガース20回戦（横浜スタジアム）、5回表1死に3番手で救援登板、1回2/3無失点
- 初奪三振：同上、5回表に井川慶から
- 初勝利：2002年5月28日、対阪神タイガース10回戦（倉敷マスカットスタジアム）、3回表に2番手で救援登板、2回無失点
- 初先発登板：2003年5月25日、対読売ジャイアンツ11回戦（横浜スタジアム）、4回0/3を8失点で敗戦投手

### 背番号
- 62 （2001年 - 2004年途中）
- 69 （2004年途中 - 2007年）
- 66 （2008年）